# トーレ・デル・オロ
トーレ・デル・オロ（スペイン語: Torre del Oro）は、スペイン・アンダルシア州セビリアにある12角形の監視塔。グアダルキビール川左岸、マエストランサ闘牛場の隣に建っている。高さ36メートル。名称の由来はアラビア語で「川に反射する黄金の輝き」を意味するBury al-dahab、Borg al Azahar、もしくはBorg-al-Azajalと推測されている。かつては塔がタイルで覆われていたため、（黄金の輝きというのは）誤った伝説とみなされていたが、2005年の修復工事によって、モルタル、石灰、圧縮された麦藁の混合物による効果で実際に輝いていたことが証明された。

## 歴史
イスラーム勢力の支配下のイベリア半島でこの建物が建設された。
1220年3月30日に建設が始まり、ほぼ1年後の1221年2月24日におおむね完成した。これによりアルモハード朝の都市防衛システムが完成し、特に港を防衛するための最も重要なポイントとなった。塔はアルモハード朝のセビリア総督であるAbùl-Ulàの命令によって建設された。
それはTorre de la Plata（銀の塔）とそれと一体となった城壁の部分とTorre Abd el Aziz（アブド=エル=アジズの塔）またはTorre de Santo Tomás（サント=トマスの塔）、そしてそこからアルカサルまでの現在のサンタンデール通りを通ってアレナルへの道を閉鎖した。セビリアの町とアルカサルを防衛するためのセビリアの城壁の一部を形成する。

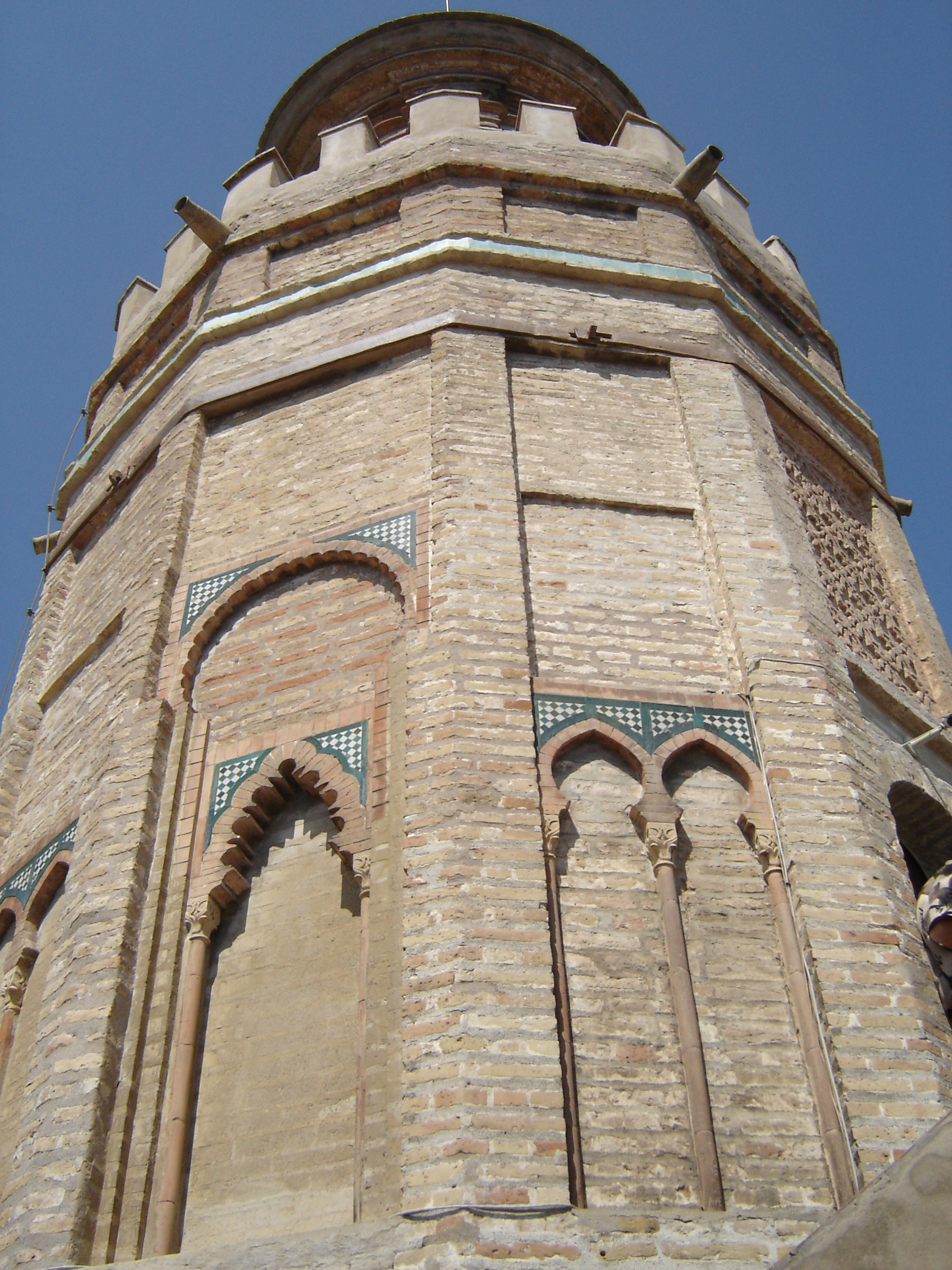
スペイン軍の軍事技術者であるSebastian Van der Borchtによって1760年に造られた塔頂
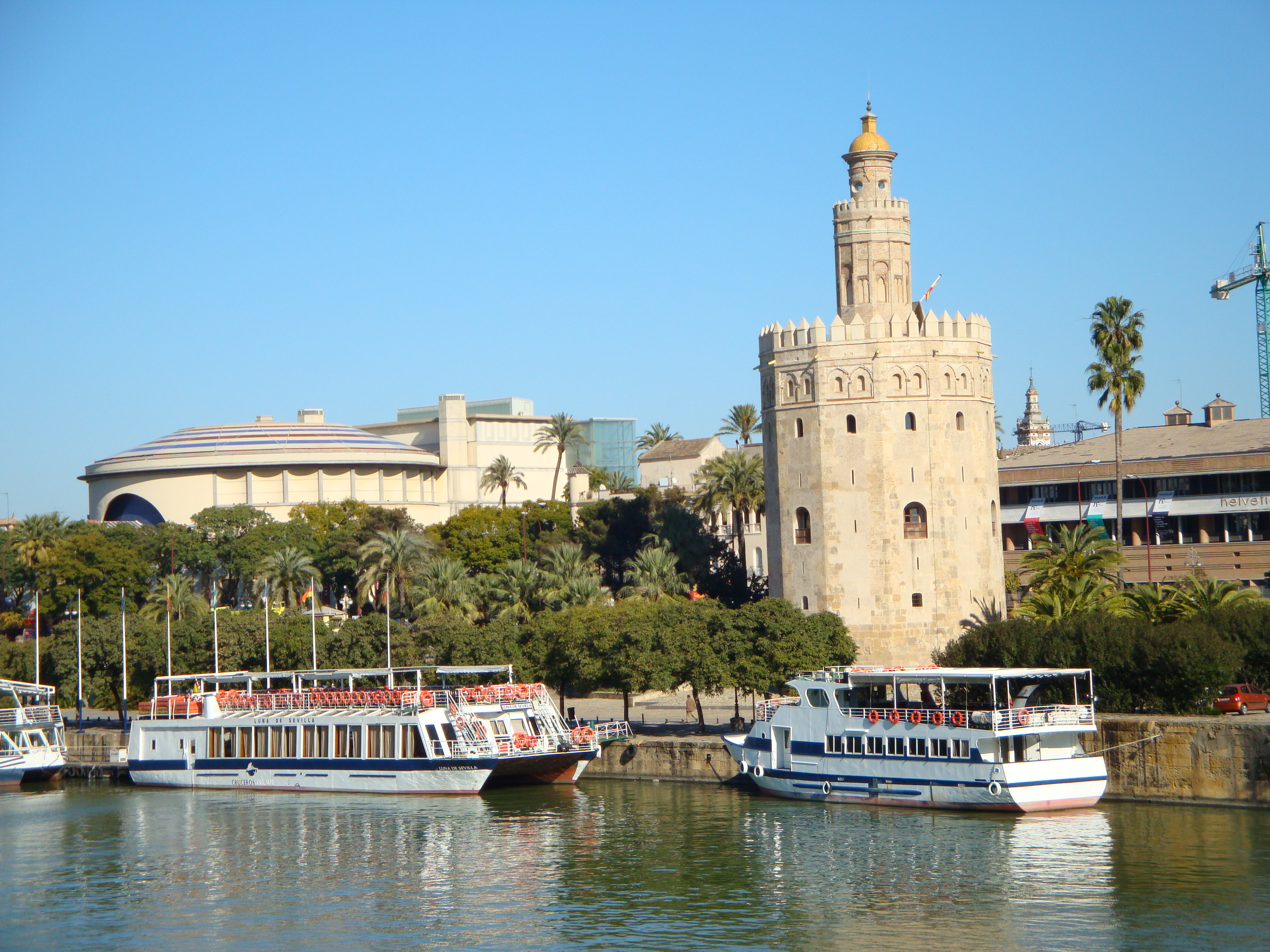
トーレ・デル・オロとグアダルキビール川とマエストランサ闘牛場